# Chrysops fuliginosus
Chrysops fuliginosus är en tvåvingeart som beskrevs av Christian Rudolph Wilhelm Wiedemann 1821. Chrysops fuliginosus ingår i släktet Chrysops och familjen bromsar. Inga underarter finns listade i Catalogue of Life.